# Luxembourg français
Pour les articles homonymes, voir Luxembourg (homonymie).
1659–1790
Entités précédentes :
- Duché de Luxembourg

Entités suivantes :
- Ardennes
- Meuse
- Moselle

Le Luxembourg français désigne la partie méridionale de l'ancien duché de Luxembourg, cédée au royaume de France, en 1659, par le traité des Pyrénées. Il avait pour villes principales Carignan, Montmédy et Thionville.

## Géographie
Le moulin de Margny était l'un des points de séparation entre le Luxembourg français et le Luxembourg dit "autrichien" (1714-1794/95). Une partie de ce moulin était sur le territoire du duché de Luxembourg, et l'autre, où se trouve le tournant, sur le territoire du royaume de France.

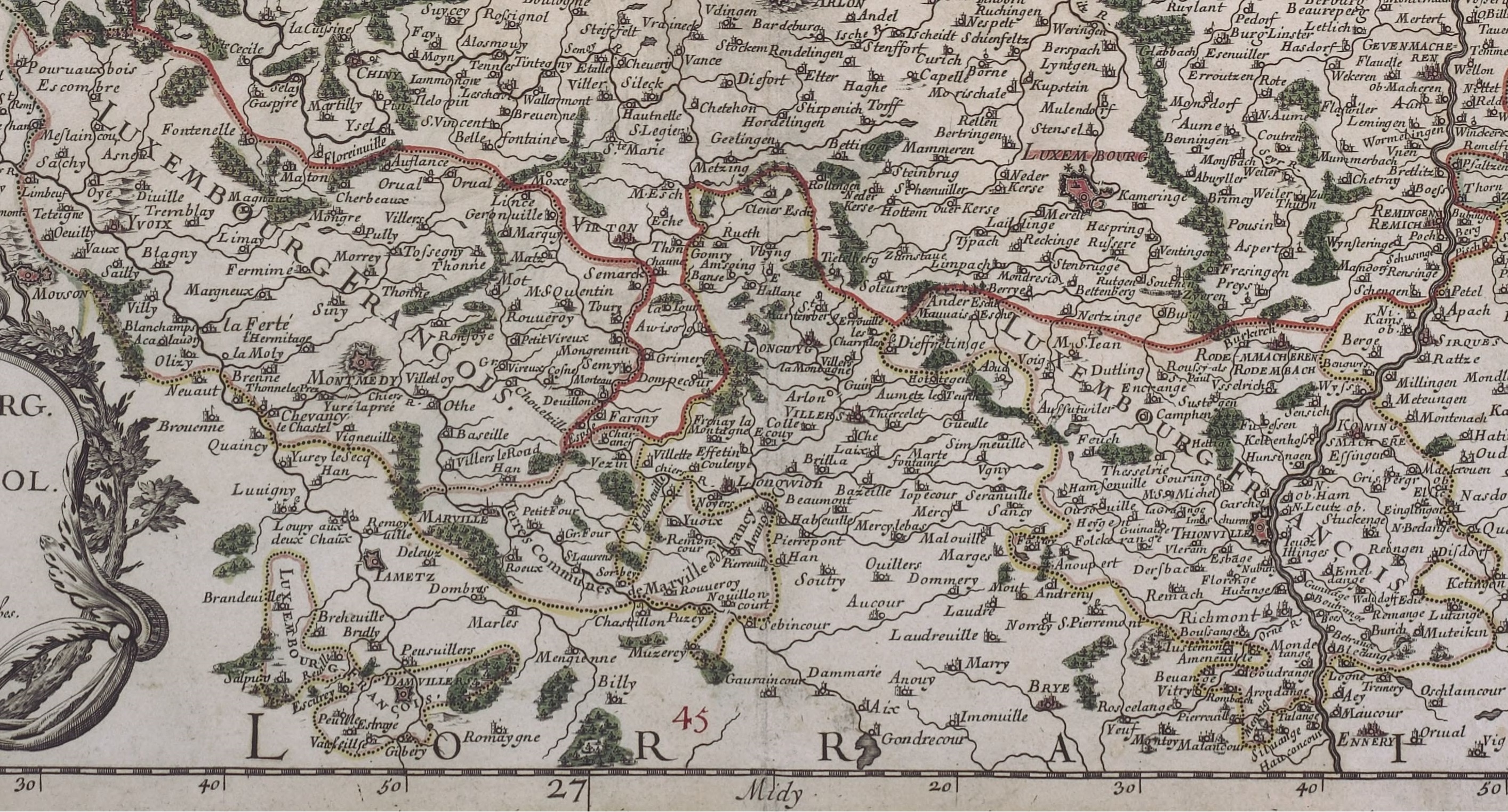
Situation du Luxembourg français en 1689.

## Toponymie
Le nom de  « Luxembourg français » fut donné à ce territoire à la suite de la paix des Pyrénées, cela pour le distinguer de l'autre partie du duché de Luxembourg qui, avec ses deux « quartiers » (roman/français et germanique/allemand), continuait à ressortir aux Pays-Bas espagnols et, simultanément, du Saint-Empire.
Par ailleurs, « Luxembourg françois » est une dénomination qui apparaît sur des cartes anciennes et qui fut maintenue jusqu'en 1790.
En néerlandais : Frans Luxemburg, en allemand : Französisch-Luxemburg.

## Histoire
Cédé au royaume de France en 1659 par les articles 38 et 41 du traité des Pyrénées, ce territoire aurait concerné plus de soixante mille Luxembourgeois qui changèrent alors de souveraineté.
Le Luxembourg français faisait administrativement partie des Trois-Évêchés, plus précisément de la généralité de Metz. Cependant, bien qu'il fût rattaché à la France, il obéissait toujours à la coutume de Luxembourg.

## Organisation
Selon l'historien Jean Bertholet, ce territoire avait pour chef-lieu Thionville.
Il ressortissait au gouvernement et au parlement de Metz, et comprenait :
- dans l'actuel département de la Moselle : Thionville, érigé en chef-lieu ;
- dans l'actuel département de la Meuse : Chauvency-le-Château, Damvillers, Marville, Montmédy ;
- dans l'actuel département des Ardennes : Yvois (aujourd'hui : Carignan)[12].

### Prévôtés
La prévôté de Thionville, fut transformée en bailliage en 1661.
Les prévôtés bailliagères de Chauvency-le-Château, Damvillers, Marville et Montmédy furent créées par un édit de 1661 et étaient indépendantes l'une de l'autre. Elles ressortissaient à la cour de Sedan pour les cas présidiaux. Quant à leurs appellations, elles étaient jugées en dernier ressort par le parlement de Metz.
- La prévôté royale de Chauvency comprenait Chauvency-le-Château, Chauvency-Saint-Hubert, la Crouée, Lamouilly, Olisy, Véru[13].
- La prévôté royale de Damvillers comprenait Damvillers, Étraye, Gibercy, Lissey, Muraut, Peuvillers, Réville-aux-Bois et Wavrille. Elle fut ensuite réunie a celle de Marville[13].
- La prévôté de Marville comprenait: Bazeilles, Brandeville, Choppey, Credon, Marville, Rupt-sur-Othain, Saint-Laurent[13].
- La prévôté royale de Montmédy comprenait Avioth, Bellenau, Breux (haute justice), Écouviez (haute justice), Ginvry (partie avec Stenay), Harauchamp, Iré-les-Prés, Montmédy, Thonnelle, Thonne-la-Long (haute justice), Thonne-le-Thil, Thonne-les-Prés, Velosnes, Verneuil-le-Grand, Verneuil-le-Petit, Vigneulles-sous-Montmédy, Villécloye[13].

La ville et prévôté d'Yvois comprenait (en 1537) : Yvoix, Saichy, Escombre, Chamolly et Gyverey, Aisne, Blaigny, Charvaulx, Sapoingne, Margueulx, Margny, Pully, Herbeuval, Mogue, Menton, Suilly, Williers Nouvelle Ville, Fremmy, Trembloy, Signi et Montliebert, Bievre, Lombus, Willy, Afflance, Lynay, Messancourt, Mallandrey, La Ferte, Pourru, Orjoulx (le ban de). En 1662, la prévôté d'Yvois est érigée en duché de Carignan.